# Ефект за замовчуванням
Ефект за замовчуванням (англ. default — стандартна установка) або попереднє переконання — це когнітивне упередження, через яке людина приймає попередньо передбачені рішення. Ефект за замовчуванням досліджується в галузях психології та міждисциплінарних дослідження таких як поведінкова економіка.
Пов'язаним ефектом є упередження статусу-кво, яке описує суттєву перевагу актуального стану речей перед змінами.

## Приклади
Ефект за замовчуванням можна помітити в багатьох сферах життя, навіть під час прийняття життєво важливих рішень. Особливо актуальний цей ефект у галузі донорства органів, оскільки він впливає на те, який відсоток населення стає донорами. У країні, у якій діє положення про відмову, "за замовчуванням" передбачається, що згода наявна доти, поки зацікавлені сторони прямо не заперечують стати донорами (також називається opt-out). На відміну від цього, існує також положення про згоду (opt-in), у якому активна згода передує участі. При порівнянні встановлено відмінність між країнами, у яких діють ці два положення. Зокрема частка людей, яка живе у країнах із положенням про відмову та відмовляються стати донорами, складає приблизно 99 відсотків (за винятком Швеції), а в країнах, у яких діє положення про згоду, від 4 до 28 відсотків людей погоджуються на донорство.
Цей ефект спостерігається також у бізнесі. Компанії часто налаштовують принтери для друку з обох сторін за замовчуванням (для економії паперу). Технічно можна вибрати інший параметр, але багато людей користуються стандартними налаштуваннями.
Дослідження в США чітко показало дію цього ефекту щодо ставлення до спроб реанімації недоношених новонароджених у пологовому залі. За реанімацію виступили 80% учасників дослідження, якщо це було представлено їм "за замовчуванням". І лише 39% були за реанімацію діток, для яких "за замовчуванням" стояло формулювання "не жити". Цей приклад чітко показує, що опція "за замовчуванням" мають величезне значення, навіть у важливих питаннях.
Емпірично підтвердилося, що люди схильні до прийняття вже передбачених рішень, навіть якщо вони були встановлені довільно, і потрібно було б лише трохи зусиль, щоб знайти альтернативу.

## Причини
Ефекти за замовчуванням можуть бути частково раціональними, частково ірраціональними; від конкретної теми залежить, яка частка переважає (т. зв. "Ефект вмісту"). До дії цього упередження можуть також призвести непсихологічні причини, наприклад, люди не знають про існування альтернативного варіанту або просто не можуть його вибрати.  Якщо для хорошого результату потрібно виконати кілька умов (наприклад, тимчасових чи офіційних), то вже спрацьовує ефект "Статус-кво". Для "Ефекту за замовчуванням" було визначено декілька пояснень, чому такі випадкові установки керують нашим вибором. Сюди входять: зручність (або cognitive effort), трансакційні витрати (switching costs), недопущення втрат, рекомендація, зміна значення (change of meaning), "Якість вибору", упередження статусу-кво (англ. status quo bias), ефект пропуску та ефект володіння (пов'язаний з ефектом знайомства).

## Значення
Експерименти показали, що ймовірність вибору варіанту зростає, якщо він позначений як стандартний.
У галузі охорони здоров’я вибір варіантів "за замовчуванням" може бути навіть кращим.